# كهوف أولينتانجي إنديان
كهوف أولينتانجي إنديان (بالإنجليزية: Olentangy Indian Caverns)‏؛ هي مجموعة من الكهوف التي تقع في مقاطعة ديلاوير في الولايات المتحدة.

## السياحة
تعد «كهوف أولينتانجي إنديان» إحدى مواقع الجذب السياحي في مقاطعة ديلاوير في ولاية أوهايو الأمريكية.